# Далчи (Караш-Северин)
Далчи (рум. Dalci) насеље је у Румунији у округу Караш-Северин у општини Турну Руени. Oпштина се налази на надморској висини од 320 m.

## Прошлост
По "Румунској енциклпедији" место се први пут помиње 1534. године. Краљ Јован је посед пренео на Франца Фиата.
Аустријски царски ревизор Ерлер је 1774. године констатовао да место "Далц" припада Тамишком округу, Карансебешког дистрикта. Село има милитарски статус а становништво је било претежно влашко.

## Становништво
Према подацима из 2002. године у насељу је живело 248 становника, од којих су сви румунске националности.